# Madhavaram (Taluk)
Der Taluk Madhavaram (Tamil: மாதவரம் வட்டம்) ist ein Taluk (Subdistrikt) des Distrikts Tiruvallur im indischen Bundesstaat Tamil Nadu. Hauptort ist die namensgebende Stadt Madhavaram.

## Geografie
Der Taluk Madhavaram liegt im Südosten des Distrikts Tiruvallur im Vorortgürtel der Metropole Chennai (Madras). Er grenzt an die Taluks Ambattur im Südosten und Ponneri im Norden sowie den Stadtdistrikt Chennai im Süden. Im Osten liegt die Küste des Golfs von Bengalen.
Der Taluk Madhavaram ist deckungsgleich mit dem Block Puzhal. Seine Fläche beträgt 117 Quadratkilometer.

## Bevölkerung
Nach der Volkszählung 2011 hat der Taluk Madhavaram 596.753 Einwohner. Durch die Nähe zur Metropole Chennai ist der Taluk stark urbanisiert und dicht besiedelt: 95,0 Prozent der  Bevölkerung wird als städtisch klassifiziert, die Bevölkerungsdichte beträgt 5.100 Einwohner pro Quadratkilometer.

## Geschichte
Der Taluk Madhavaram entstand 2009 als Abspaltung aus dem Taluk Ambattur, der durch die Expansion Chennais ein erhebliches Bevölkerungswachstum erlebt hatte. Durch die Stadterweiterung Chennais im Jahr 2011 wurde der größte Teil des Taluks Madhavaram samt dem Hauptort Madhavaram in das Stadtgebiet Chennais eingegliedert.

## Städte und Dörfer
Zum Taluk Madhavaram gehören die folgenden Orte:
Städte:
- Chinnasekkadu
- Kattivakkam
- Madhavaram
- Manali
- Naravarikuppam
- Puzhal
- Tiruvottiyur

Zensusstädte:
- Kadhirvedu
- Mathur
- Puthagaram
- Soorapattu
- Theerthagiriyampattu

Dörfer:
- Alinjivakkam
- Ariyalur
- Chettimedu
- Elandancheri
- Grant Lyon
- Kadapakkam
- Kosapur
- Payasambakkam
- Pullilyon
- Sadayankuppam
- Sengundram
- Sirugavur
- Thandalkalani
- Vadagarai
- Vadaperumbakkam
- Vilangadupakkam
- Villakkupattu